# Take Over The Moon
『Take Over The Moon』（テイク・オーバー・ザ・ムーン）は、2019年10月29日にLabel Vから発売されたWayVの2枚目のミニ・アルバム。2020年3月13日にリパッケージアルバム『Take Over The Moon - Sequel』が発売された。

## 概要
- ファーストミニ・アルバム『Take Off』以来、約半年ぶりのカムバック。
- タイトル曲「天选之城 (Moonwalk)」を含む全6曲が収録されている。
- メンバーのヘンドリーとヤンヤンが初めて収録曲の作詞に参加した。

## プロモーション

### ミュージックビデオ
- 2019年10月29日、タイトル曲「天选之城 (Moonwalk)」のミュージックビデオを公開した。
- 11月5日、収録曲「Love Talk」のミュージックビデオを公開した。
- 11月11日、タイトル曲「天选之城 (Moonwalk)」のダンスプラクティスビデオを公開した。

### イベント
- 10月30日、初めて韓国の音楽番組に出演し、MBC MUSIC『SHOW CHAMPION』でタイトル曲「天选之城 (Moonwalk)」を披露した[3]。
- 11月5日、SBS MTV『The Show』にグローバルアーティストとして招待されて出演し、タイトル曲「天选之城 (Moonwalk)」を披露した[4]。
- 11月23日より、ファンミーティングツアー「Section#1_We Are Your Vision」を武漢、バンコク、ソウル、深圳で開催した。

### 多言語バージョン
- 11月5日、収録曲「秘语 (Love Talk)」の英語版シングル「Love Talk」を公開した[4]。

## チャート成績
韓国ガオンチャートアルバムランキングで週間5位にチャートインした。
iTunesトップアルバムチャートで全世界16の国と地域で1位を記録した。
中国QQミュージック人気チャートおよびミュージックビデオチャートで1位を記録した。

## 収録曲
1. 天选之城 (Moonwalk) [3:43]
  - 作詞 ：严云农 (Yen Yun Nong)
  - 作曲 ：Moonshine、Adrian Mckinnon、Tay Jasper
  - 編曲 ：Moonshine、유영진

オーケストラの旋律と強烈なトラップサウンドが調和した魅力的なメロディーの楽曲[3]。
歌詞には、WayVだけの音楽を作っていくという抱負が込められている[3]。
2. 黑夜日出 (Yeah Yeah Yeah) [3:18]
  - 作詞 ：深白色 (Arys Chien)
  - 作曲 ：Mike Daley、Mitchell Owens、Jeff Lewis、Bianca 'Blush' Atterberry
  - 編曲 ：Mike Daley、Mitchell Owens
3. 秘语 (Love Talk) [3:53]
  - 作詞 ：林欣晔
  - 作曲 ：LDN Noise、Adrian Mckinnon、Ebenezer Fabiyi
  - 編曲 ：LDN Noise

言葉が通じなくてもお互いに強く惹かれ合う愛を表現している[3]。
4. 心心相瘾 (King of Hearts) [3:18]
  - 作詞 ：Pan Yan Ting、HENDERY、YANGYANG
  - 作曲 ：Daniel Obi Klein、Charlotte Taft、Andreas Oberg
  - 編曲 ：Daniel Obi Klein

R＆Bヒップホップベースのミディアムテンポの楽曲[3]。
5. 面对面 (Face to Face) [3:27]
  - 作詞 ：小寒 (Xiao Han)
  - 作曲 ：Frederik Tao Nordsr Schjoldan、Clarence Coffee Jr.、Conor Maynard
  - 編曲 ：Frederik Tao Nordsr Schjoldan、이주형 (MonoTree)

穏やかなピアノのメロディーが際立つバラードナンバー[3]。
6. 幸福遇见 (We go nanana) [3:27]
  - 作詞 ：Pan Yan Ting、HENDERY、YANGYANG
  - 作曲 ：Erik Lidbom、MELODESIGN
  - 編曲 ：Erik Lidbom

ファンキーで軽快なサウンドのティーン・ポップ・ジャンルの楽曲[3]。

## リパッケージアルバム

### 概要
- セカンドミニ・アルバム『Take Over The Moon』に「Love Talk」「WayV.oice #1」の2曲を追加している。
- 韓国ガオンチャートアルバムランキングで週間3位を記録した。

### 収録曲
1. 天选之城 (Moonwalk)
2. 黑夜日出 (Yeah Yeah Yeah)
3. 秘语 (Love Talk)
4. 心心相瘾 (King of Hearts)
5. 面对面 (Face to Face)
6. 幸福遇见 (We go nanana)
7. Love Talk [3:53]
  - 作詞 ：McKinnon、Ebenezer Fabiyi
  - 作曲 ：LDN Noise、Adrian Mckinnon、Ebenezer Fabiyi
  - 編曲 ：LDN Noise

「秘语 (Love Talk)」の英語バージョン。
8. WayV.oice #1 [1:32]
  - 作曲 ：minGtion

7人のメンバーが、自ら書いた文を朗読するナレーショントラック[6]。